# XO Tour Llif3
Singles de Lil Uzi Vert
Go Off
(2017) Woke Up Like This
(2017)
XO Tour Llif3, stylisé XO TOUR Llif3, est une chanson du rappeur Lil Uzi Vert sortie en mars 2017, issue de son EP Luv Is Rage 1.5 et de son premier album studio Luv Is Rage 2.

## Historique
La création de XO Tour Llif3 est liée à la collaboration entre Vert et le producteur TM88.
Le 26 février 2017, le morceau est dévoilé sur l'EP Luv Is Rage 1.5. La chanson amasse des millions de vues sur YouTube et popularise Lil Uzi Vert[source secondaire nécessaire].

## Analyse
XO Tour Llif3 est une chanson hip-hop largement influencée par le courant emo. Très sombre, elle est inspirée de la relation de Vert avec Brittany Byrd et leur rupture en juin 2016. La thématique principale est la prise abusive de substances illicites et la prescription de drogues pour guérir les peines de cœur. Le morceau fait référence aux trois vices de la vie : l'argent, les drogues et le sexe.
TM88 produit la chanson sur FL Studio. La chanson était à l'origine une collaboration avec un autre producteur, J.W Lucas. TM88 a accéléré le rythme original et a haché l'intro et le premier couplet avant d'utiliser le plugin Gross Beat de Fruity Loops pour manipuler le volume et le temps de l'instrument[source secondaire nécessaire].

## Classement hebdomadaire
| Classement (2017)                       | Meilleure position |
| --------------------------------------- | ------------------ |
| Allemagne (Media Control AG)            | 77                 |
| Autriche (Ö3 Austria Top 40)            | 65                 |
| Belgique (Flandre Ultratop 50 Singles)  | 35                 |
| Belgique (Wallonie Ultratop 50 Singles) | 20                 |
| Canada (Canadian Hot 100)               | 10                 |
| Danemark (Tracklisten)                  | 32                 |
| États-Unis (Billboard Hot 100)          | 7                  |
| États-Unis (Hot R&B/Hip-Hop Songs)      | 5                  |
| États-Unis (Rhythmic)                   | 6                  |
| Italie (FIMI)                           | 62                 |
| Nouvelle-Zélande (Recorded Music NZ)    | 16                 |
| Pays-Bas (Nederlandse Top 40)           | 60                 |
| Portugal (AFP)                          | 14                 |
| Suède (Sverigetopplistan)               | 33                 |
| Suisse (Schweizer Hitparade)            | 48                 |